# Beia (região)
Beia ou Mbeya é uma região da Tanzânia. Sua capital é a cidade de Beia.

## Distritos
- Chunya
- Mbarali
- Mbozi
- Rungwe
- Kyela
- Ileje
- Beia Urbana
- Beia Rural